# Leptines van Syracuse
Leptines van Syracuse (geboren circa 430 v.Chr.; overleden circa 374 v.Chr.) was een halfbroer van tiran Dionysios I van Syracuse en was commandant van de Syracusaanse vloot. Hij was getrouwd met zijn nicht Dikaiosyne, een dochter van zijn halfbroer.
Als nauarch (vlootcommandant) was hij actief tijdens de verovering van Sicilië door zijn halfbroer Dionysios. Hij commandeerde de vloot in het succesvolle beleg van Motya in 398 v.Chr., maar leed in het jaar daarop een zware nederlaag tegen de Carthagers bij Catania. Hierbij werden meer dan de helft van zijn oorlogsschepen vernietigd. In 386 v.Chr. trouwde hij een van zijn buitenechtelijke dochters zonder medeweten van zijn halfbroer met Philistos, de commandant van de citadel van Syracuse. Dit wekte het wantrouwen van Dionysios op, die Philistos naar het Italiaanse vasteland verbande.
In 383 v.Chr. voerde hij de Syracusaanse hulptroepen aan die de Lucaniërs te hulp kwamen in hun strijd tegen de Grieken op het Italiaanse vasteland. Hierbij voorkwam hij de vernietiging van de stad Croton, zeer tegen de zin van Dionysios, die nu ook Leptines verbande en hem verving door zijn broer Thearides. Leptines ging net als Philistos in Thoúrioi wonen.
Later verzoende Dionysios zich met Leptines. Deze keerde terug naar Syracuse en mocht ook weer militaire taken op zich nemen. Hij overleed waarschijnlijk in 374 v.Chr. in de slag bij Cronium.